# Heinrich Schweickher

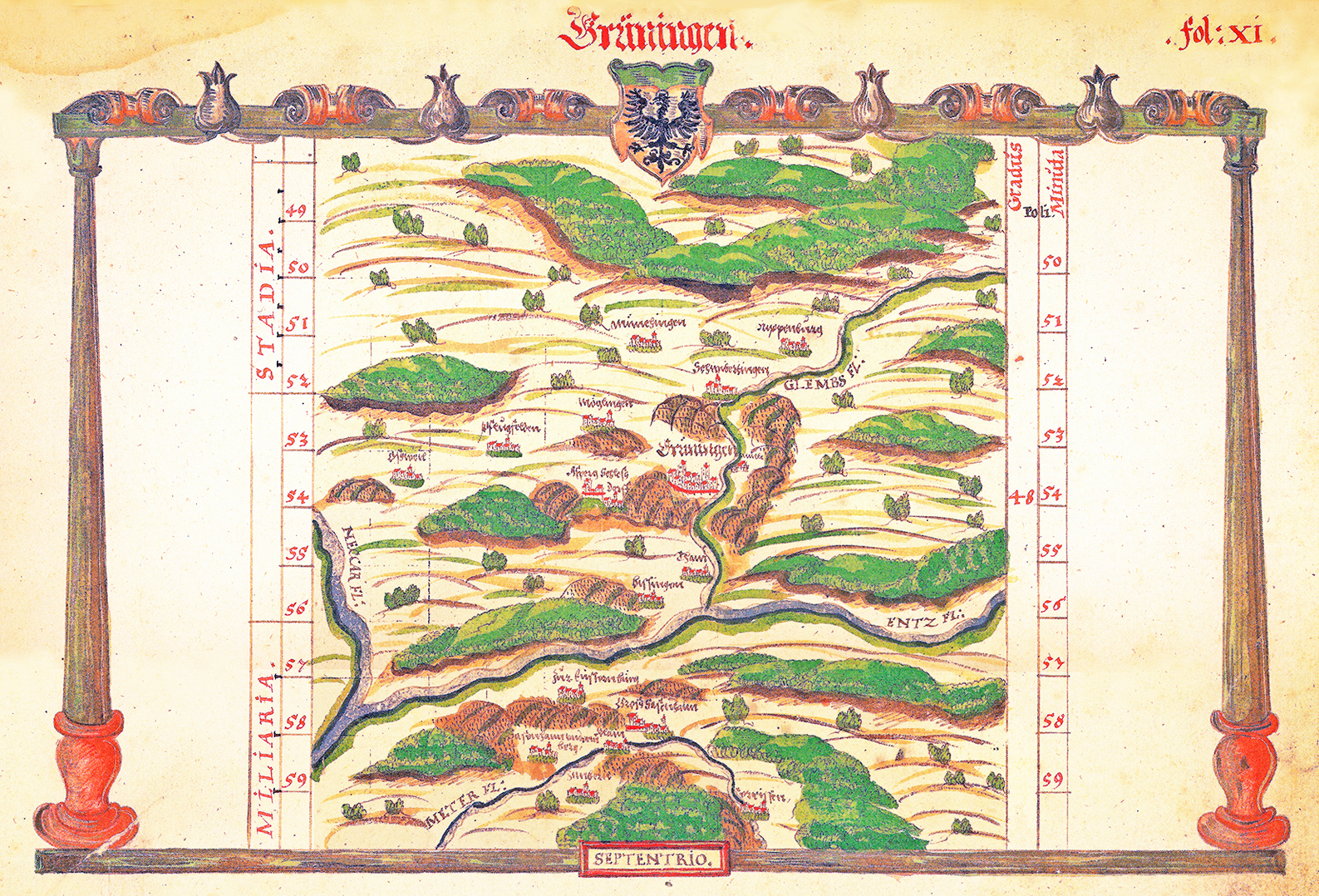
Gesüdete Karte des Amts Grüningen (1575 im Atlas)

Heinrich Schweickher (* 1526 in Sulz am Neckar; † 28. Juni 1579 ebenda) war württembergischer Waisenvogt und Kartograph, der erstmals die württembergischen Amtsbezirke kartierte und 1575 den ersten Atlas des Herzogtums Württemberg veröffentlichte.

## Leben
Schweickher stammt aus dem württembergischen Amtsadel. Sein Vater Franz Schweickher (1489–1568) hatte in Leipzig Jura studiert, war Notar, Stadt- und Gerichtsschreiber in Sulz am Neckar und hatte mit seiner Frau Margarete Ruoff zehn Kinder. Bei seinem Vater erlernte Schweickher den Beruf des Notars und Stadtgerichtsschreibers. Nachdem er 1547 Katharina Knecht (* um 1527, † um 1579), Tochter eines Hofmeisters und Erziehers der Grafen von Hohenzollern, geheiratet hatte, wohnte er anfangs in Haigerloch und übte in Hohenzollern-Sigmaringen derzeit mehrere Ämter aus.
Mit Katharina hatte Heinrich laut NDB elf und davon sieben überlebende Kinder. Der zweite Sohn Salomon Schweigger war ein evangelischer Prediger und Orientreisender; er verfasste eine berühmte Reisebeschreibung und die erste deutschsprachige Koranübersetzung.
1567 wurde Heinrich Schweickher zum Waisenvogt im Herzogtum Württemberg berufen. Auf seinen zahlreichen Visitationsreisen in seinem Tätigkeitsfeld „ob der Staig“, das heißt in der auch Oberland genannten Südhälfte jenseits der Stuttgarter Weinsteige, lernte er die Topographie Württembergs kennen und erstellte erste Karten, mitunter zur Schlichtung von Gebietsstreitigkeiten.

### Hauptwerk
Herausragend waren seine 51 Karten der Ämter (Verwaltungsbezirke) des Herzogtums Württemberg, die er kolorierte, mit Schmuckrahmen und Wappen der Amtsstädte versah und 1575 in einem Herzog Ludwig von Württemberg gewidmeten Atlas zusammenfasste. Die Widmung ist in Latein verfasst.
Die gesüdeten Ämterkarten legte er zumeist im Maßstab 1:125.000 an. Am linken Kartenrand verzeichnete er den Meilenmaßstab, am rechten die Gradzählung. Die Karten sind in zwei Kapitel mit Index für die Ämter „under der Staige“ und „ob der Staige“ gegliedert und werden ergänzt durch eine Übersichtskarte im Maßstab 1:2.400.000 und ein „Verzeichnis der Ströme und Flüsse“. Nicht primär unter württembergischer Herrschaft stehende Orte hat Schweickher in den Amtskarten nicht eingezeichnet. So blieb selbst Unterriexingen außen vor, obwohl bereits größere Teile dieses Dorfes bei der Glemsmündung in die Enz zu Württemberg gehörten und vom Vogt in der Amtsstadt Grüningen verwaltet wurden (siehe Karte oben).

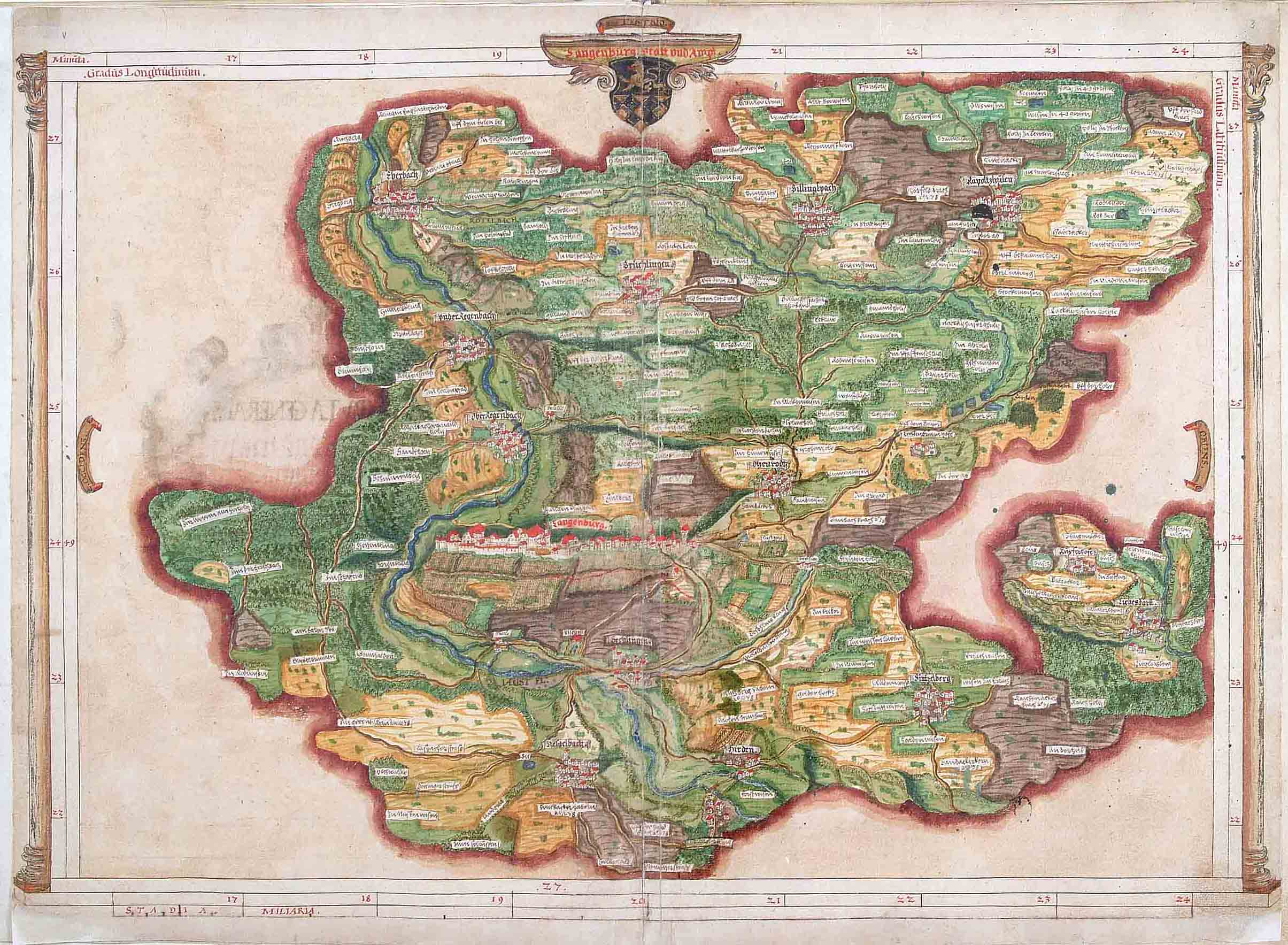
Genordete Karte von Langenburg und Umgebung (1578)

### In fremden Diensten
Ob Schweickher seine Stellung als Waisenvogt verloren oder selbst gekündigt hatte, um nur noch als Kartograph zu wirken, ist nicht geklärt. Gesichert ist, dass er sich 1578 an Graf Wolfgang von Hohenlohe wandte und ihm anbot, eine Karte von Amt, Stadt und Schloss Langenburg anzufertigen. Da seine Probearbeiten offenbar überzeugten, erteilte ihm der Graf 1579 den Auftrag für einen Hohenloher Atlas. Allerdings konnte er diesen nicht vollenden, weil er bei den Geländeaufnahmen schwer erkrankte und kurz darauf im Juni 1579 verstarb. 1579 lagen neben der „Tabula generalis“ von Stadt und Amt Langenburg 14 Gemarkungskarten im Maßstab von etwa 1:10.000 vor. Im Unterschied zu den gesüdeten Karten Württembergs sind die Hohenloher Karten genordet. Schweickhers Sohn Franz, der ihn im Gelände unterstützt hatte, konnte die Arbeiten auch nicht abschließen.

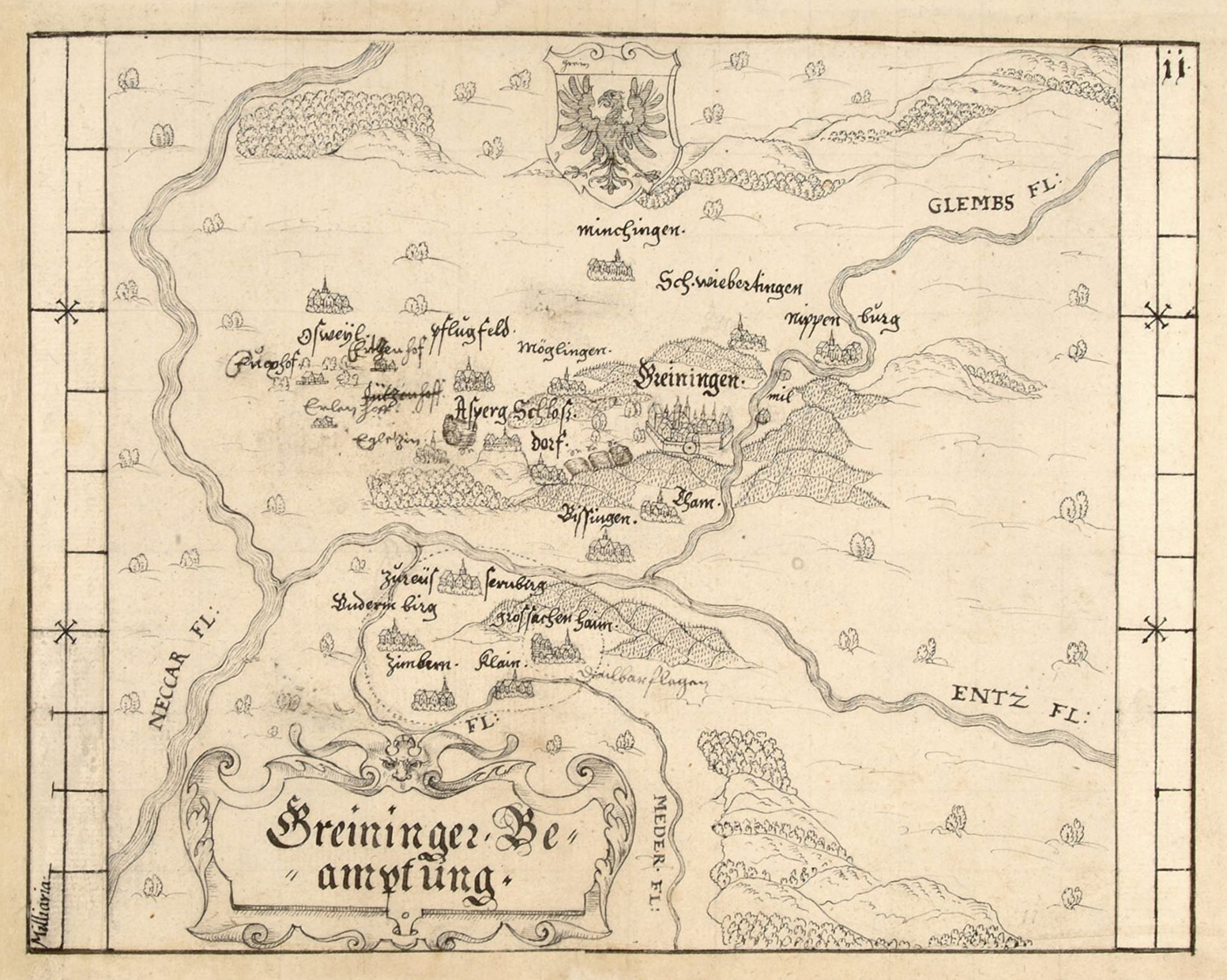
Karte der Greininger Beamptung zum Vergleich

### Kollegen oder Konkurrenten?
Neben dem Pionier Heinrich Schweickher wirkten in der zweiten Hälfte des 16. Jahrhunderts weitere Kartographen an der Landesaufnahme im Auftrag der Regierung Württembergs: insbesondere Georg Gadner, der 1590 einen hochwertig illustrierten Atlas aus seinen Forstkarten generierte und Jacob Ramminger, der vor allem durch sein „Seehbuch“ in Erscheinung trat, sowie wohl auch Vertreter der Familie Schickhardt: So wird vermutet, dass Heinrich Schickhardt bei der Erstellung eines weiteren württembergischen Atlanten mit Amtskarten bei Schweickher abgekupfert hat. Qualitativ wirken diese um 1600 datierten Karten allerdings wie Entwürfe von Schweickhers Karten.

## Rezeption
Schweickhers Kartenwerk ist für die Landesgeschichte Württembergs von großem Wert, weil es die etwas diffuse frühere Ämterstruktur bzw. deren Bezirksgrenzen nachvollziehbar macht und das Land vor seinen Zerstörungen durch den Dreißigjährigen Krieg zeigt. Damit lässt sich in Kombination mit Gadners Forstkarten die Wüstung etlicher Siedlungen chronologisch verifizieren.